# San Lorenzo, Honduras
San Lorenzo är en ort i Honduras.   Den ligger i departementet Departamento de Valle, i den sydvästra delen av landet, 80 km söder om huvudstaden Tegucigalpa. San Lorenzo ligger 16 meter över havet och antalet invånare är 22 289.
Terrängen runt San Lorenzo är platt åt sydväst, men åt nordost är den kuperad. Runt San Lorenzo är det ganska tätbefolkat, med 58 invånare per kvadratkilometer. San Lorenzo är det största samhället i trakten. Trakten runt San Lorenzo består huvudsakligen av våtmarker.